# Bexar County
Bexar County je okres ve státě Texas v USA. K roku 2010 zde žilo 1 714 773 obyvatel. Správním městem okresu je San Antonio. Celková rozloha okresu činí 3 256 km².